# Augusto Stahl
Theóphile Auguste Stahl (Bergamo, 23 de maio de 1828 - Brumath, Alsácia, 30 de outubro de 1877), também conhecido como Augusto Stahl, foi um fotógrafo teuto-brasileiro com atuação no Brasil durante o século XIX.

## Biografia
Nascido em Bergamo, na Itália, filho de um pastor luterano, desembarcou em Recife no dia 31 de dezembro de 1853, a bordo do navio Thames, da Mala Real Inglesa. Atuou em Pernambuco até 1861, transferindo-se para o Rio de Janeiro e recebendo do imperador D. Pedro II o título de Photographo da Casa Imperial, em 21 de abril de 1862; além dele, Germano Wahnschaffe e Revert Henrique Klumb também receberam esse título.
Fotógrafo paisagista, Stahl demonstrou interesse pela natureza tropical. Também documentou a construção da segunda estrada de ferro brasileira e a visita de Dom Pedro II ao Recife, em 1858. Participou de várias exposições fotográficas na década de 1860. É conhecido também por ter retratado o cotidiano do negro escravo.

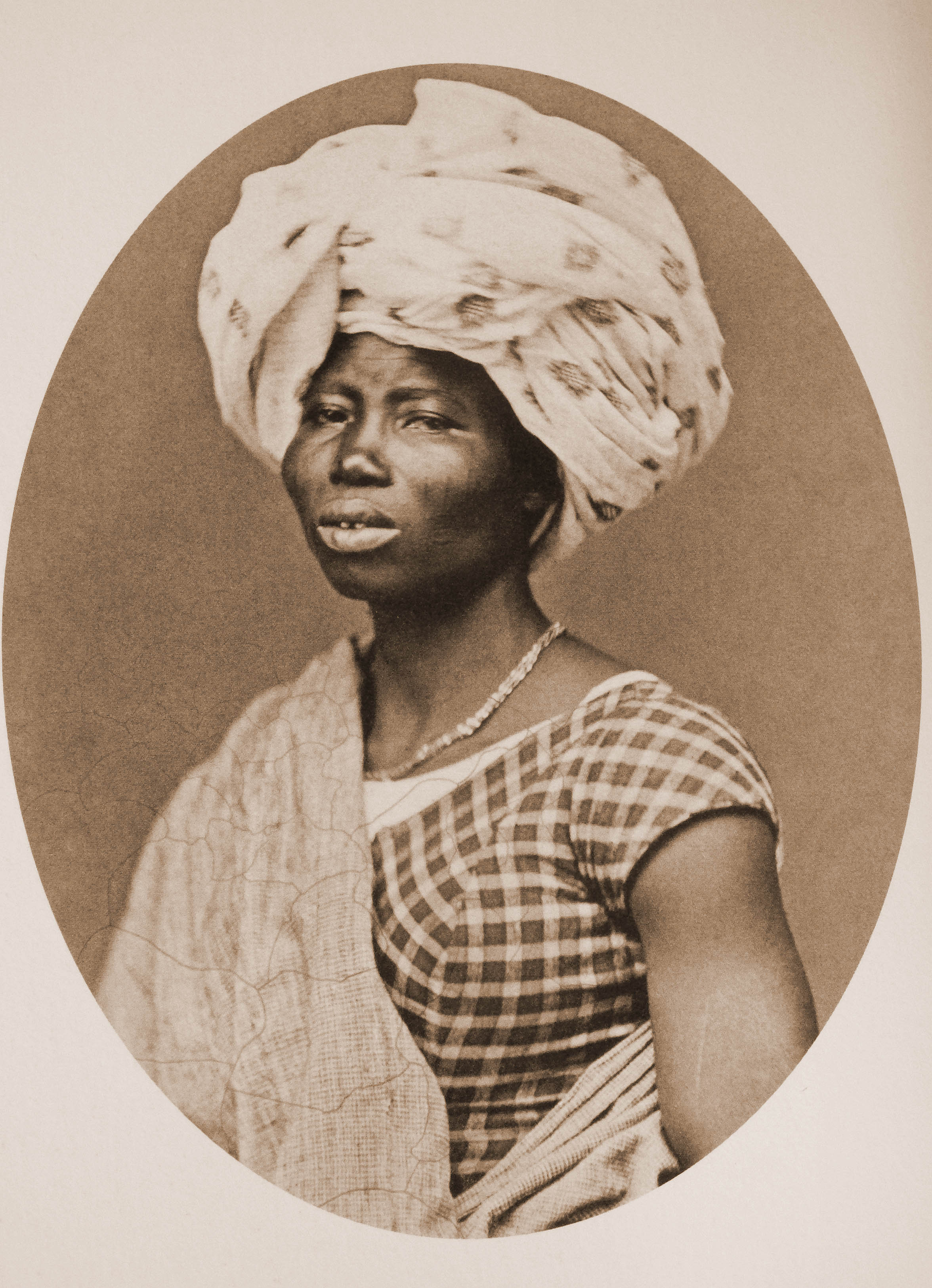
Retrato identificado como "Mina Igeichà" (c.1865)